# Cantone di Carrouges
Il Cantone di Carrouges era una divisione amministrativa dell'arrondissement di Alençon.
È stato soppresso a seguito della riforma complessiva dei cantoni del 2014, che è entrata in vigore con le elezioni dipartimentali del 2015.
Comprendeva i comuni di:
- Beauvain
- Carrouges
- Le Cercueil
- Chahains
- Le Champ-de-la-Pierre
- La Chaux
- Ciral
- Fontenai-les-Louvets
- Joué-du-Bois
- La Lande-de-Goult
- Livaie
- Longuenoë
- Le Ménil-Scelleur
- La Motte-Fouquet
- Rouperroux
- Saint-Didier-sous-Écouves
- Saint-Ellier-les-Bois
- Sainte-Marguerite-de-Carrouges
- Sainte-Marie-la-Robert
- Saint-Martin-des-Landes
- Saint-Martin-l'Aiguillon
- Saint-Ouen-le-Brisoult
- Saint-Patrice-du-Désert
- Saint-Sauveur-de-Carrouges